# Metacantharis torosensis
Metacantharis torosensis is een keversoort uit de familie soldaatjes (Cantharidae). De wetenschappelijke naam van de soort werd in 1999 gepubliceerd door Svihla.